# Владимир Филипов (дипломат)
 Тази статия е за дипломата.  За кмета на Кюстендил вижте Владимир Филипов.  
Владимир Иванов Филипов е български кариерен дипломат, посланик.

## Биография
Завършил е специалност „Международни отношения“ в Московския държавен институт по международни отношения през 1984 година.
След дипломирането си постъпва на работа в Министерството на външните работи. Участва в преговорите в рамките на Съвещанието по сигурност и сътрудничество в Европа – по обикновените въоръжени сили и мерките за укрепване на доверието във Виена (1989 – 1990) и др. След демократичните промени прави стремителна служебна кариера: посланик за специални поръчения (1992), извънреден и пълномощен посланик в Португалия (1992 – 1996), секретар на президента по външната политика (1997 – 2001), национален координатор на Пакта за стабилност (2001 – 2003).
Става международен дипломат: специален представител на Съвета на Европа за Молдова (2003 – 2006), после за Черна гора (2006 – 2009).